# Jean Sassi
Pour les articles homonymes, voir Sassi.
Jean Sassi (11 juin 1917, à Tunis – 9 janvier 2009, à Eaubonne) est un colonel de l'armée française, figure des Forces spéciales durant la Seconde Guerre mondiale et la guerre d'Indochine.

## Biographie

### Famille et jeunesse
Né à Tunis, protectorat français de Tunisie, le 11 juin 1917, dans une famille originaire de Sartène en Corse, Jean Henri Sassi est le fils d'Antoine Sassi, receveur des postes, et de Catherine Nicolaï, institutrice. Son grand-père Paul Sassi fut soldat de première classe au 111e régiment d'infanterie de ligne et participa à l'expédition du Tonkin. Jean Sassi passe la majeure partie de son enfance et de son adolescence en Tunisie puis à Menton avec son frère Paul (le futur réalisateur Jean-Paul Sassy) et ses deux sœurs Renée et Marie-Antoinette. Désirant faire carrière dans le sport de haut niveau, il participe à la fin des années 1930 à plusieurs compétitions dont les championnats de France de natation.

### La guerre contre l'Allemagne
Appelé sous les drapeaux en 1938, Jean Sassi participe à la Bataille de France en 1940. Après l'Armistice, il participe à la destruction d'armement français qui devait être livré à l'armée allemande. Démobilisé, il tente de rejoindre la Tunisie. Il travaille comme opérateur-radio dans le Sahara algérien quand, le 8 novembre 1942, a lieu le débarquement des Alliés. Jean Sassi intègre la Légion, puis les Corps francs d'Afrique. Lors d'une tournée d'inspection d'un chef du Bureau Central de Renseignements et d'Action (BCRA, le service d'espionnage de la France libre), Jean Sassi se porte volontaire pour se battre sur le territoire national occupé. Il arrive à Londres début 1943 et est rapidement affecté au BCRA.
En dépit d'une personnalité parfois rebelle à l'autorité, Sassi est remarqué pour son courage et on lui propose à l'automne 1943 de participer à l'opération Jedburgh. Il est interrogé à la Patriotic School, passe les épreuves de sélection, et suit l'entraînement de trois mois à Milton Hall. Il y apprend le maniement de toutes les armes, le combat au poignard ou à main nue, les techniques de sabotage, l'utilisation d'explosifs et d'appareils radios, l'envoi et le chiffrage de messages codés, le saut en parachute dans les pires conditions (stage à Ringway). Il est breveté parachutiste le 28 février 1944, avec le grade de sous-lieutenant, chargé de mission de 3e classe, et la fonction d'officier radio. 
Dans la nuit du 29 au 30 juin 1944, en provenance de Blida, l'équipe Jedburgh CHLOROFORM est parachutée à Dieulefit (Drôme), avec pour objectif de préparer le terrain aux troupes alliées, à la veille de leur débarquement en Provence, le 15 août 1944. Elle est composée de trois hommes :
- le capitaine Jacques Martin, alias J. Martino, nom de guerre « Joshua », chef de mission, français
- le lieutenant Henry D. McIntosh, nom de guerre « Lionel », second, américain
- le sous-lieutenant Jean Sassi, alias J.H. Nicole, nom de guerre « Latimer », opérateur radio

Elle est accueillie par un détachement du régiment de la Drôme et rapidement mise en contact avec Francis Cammaerts « Roger », chef du réseau JOCKEY du SOE et avec le colonel Zeller, qui a autorité sur toutes les formations FFI du Sud-Est. Elle est aussitôt dirigée vers les Hautes-Alpes, où elle s'emploie à armer les résistants en place, à couper la voie ferrée Briançon-Gap et à perturber le trafic ennemi sur la RN 94, en tendant des embuscades aux convois allemands et en détruisant matériels et véhicules. Par la suite, elle contribue à secourir les réfugiés échappés du Vercors, fait sauter le pont de chemin de fer sur la Savines à la veille du débarquement allié sur la Côte d'Azur. Elle favorise par ses succès une avancée rapide des forces alliées, qui peuvent remonter des côtes provençales jusqu'à Lyon. Elle participe ainsi notamment à la prise de Gap, de Briançon, de Barcelonnette, jusqu'à libération du département, achevée le 21 août 1944. Au cours de ces derniers combats de la Libération, le sous-lieutenant Sassi est décoré de la Légion d'honneur au feu. 
Il était prévu qu'il participe comme volontaire dans une autre mission Jedburgh en Allemagne. Il s'agissait de travailler avec des SS retournés. Cependant cette mission fut abandonnée, les précédentes missions de ce type ayant été des échecs, pour cause de non fiabilité des Allemands sélectionnés.

### La guerre contre le Japon
Déçu par l'atmosphère de la Libération (exécutions sommaires, humiliations publiques de femmes, règlements de comptes…), il se porte volontaire pour combattre contre le Japon qui a pris le contrôle de l'Indochine en 1945. Il est volontaire pour la Force 136. Après un entraînement intensif de trois mois au Military Establishment 25 de Colombo et après un vol de plus de 16 heures en Liberator, le lieutenant Sassi est parachuté au Laos le 4 juin 1945, dans la région de Paksane, en compagnie du capitaine de Wawrant et du lieutenant Pénin (vidéo d'archive). La mission est de lever des guérillas et de préparer une aide à un éventuel débarquement allié sur la côte de Vinh (Annam). Durant plusieurs mois, il affronte avec son équipe non seulement les Japonais, mais également les pirates chinois et le Viet Minh, assisté par les hommes de l'OSS du colonel Aaron Bank. Calcutta ayant mis fin à la mission Vega des calcaires, l'équipe s'exfiltre du Laos en passant par la Thaïlande et la Birmanie. Sassi se rend alors à Saïgon où il assiste à la reprise en main de l'administration française, et aux premiers agissements américains en faveur du Viet Minh. Il est finalement rappelé en France début 1946, quelques mois après la capitulation japonaise. 
De retour en Métropole, après un passage à l'ETAP (École des troupes aéroportées) puis dans un bataillon de transmissions, Jean Sassi est affecté au 11e Bataillon Parachutiste de Choc (Bat Choc AP 11) à compter du 1er novembre 1949 comme officier transmissions adjoint. Le 1er juin 1950, Jean Sassi est promu capitaine. Il est ensuite nommé chef du 2e commando du 8 avril 1951 au 9 août 1953.

### La guerre contre le Vietminh
Sassi sert pendant la guerre d'Indochine. Il s'embarque à bord de l'Athos II le 10 août 1953. Sur les hauts plateaux laotiens transformés en maquis, au sein du GCMA (Groupement de commandos mixtes aéroportés) puis du GMI (Groupement Mixte d'Interventions) dirigés par le colonel Roger Trinquier, il participe à ce que l'on appelle alors une « guerre non conventionnelle », faite de sabotages et d'actions ciblées contre les indépendantistes du Viet Minh. Basé à Xieng Kouang, le capitaine Sassi est responsable de plusieurs maquis tenus par des sous-officiers.
Il recrute plusieurs maquis au sein du peuple montagnard des Hmongs qui combattent le Viet Minh par des embuscades et des coups de main sur ses arrières. Son fait d'armes le plus éclatant a lieu en 1954 : contre l’avis de l’état-major et des politiciens, il mobilise 2 000 combattants Hmongs et lance l'opération D (pour Desperado), dont l'objectif est de soutenir les soldats français encerclés à Dien Bien Phu. L'unité arrive au lendemain de la chute du camp retranché le 8 mai 1954, et l'opération se transforme en mission de sauvetage : environ deux cents combattants français auraient ainsi été exfiltrés à travers la jungle. Avant de quitter les hauts-plateaux du Tranninh et malgré les restrictions de la Commission Internationale, Sassi laisse un armement important aux mains des Hmongs, armes qui leur serviront lorsqu'ils combattront le Vietcong.
Vang Pao qualifie Jean Sassi et ses hommes comme tels : « Les Américains ont trop de matériel et font la guerre comme des mécanos. Le capitaine Sassi, ses officiers et ses hommes avaient de la tête, du cœur et des couilles. On les appelait les seigneurs aux pieds nus ».

### La guerre contre le FLN
Sassi combat également durant la guerre d'Algérie et sera affecté au commandement des transmissions de la 27e Division d'Infanterie Alpine et de la zone Est-Algérois. Nommé commandant le 2 février 1960, il est rapatrié pour cause de maladie et traité au cours de plusieurs congés de longue durée.

### Retour à la vie civile et reconversion
Il quitte l'armée à l'âge de 54 ans avec le grade de colonel, puis rejoint la direction du personnel de Citroën.
Pendant les années qui suivent, il garde le silence, mais accepte dans ses dernières années de répondre aux questions de journalistes.
Il est membre fondateur de l'Association nationale des anciens parachutistes du 11ème Choc, dite « Bagheera », dont il assure la présidence de 1977 à 1989.
Ses souvenirs ont été rassemblés par Jean-Louis Tremblais, grand reporter au Figaro Magazine, dans un livre Opérations spéciales, vingt ans de guerres secrètes, paru quelques mois après sa mort. On peut retrouver également deux de ses rares interviews par Philippe Raggi dans la Revue militaire suisse (no 5 de mai 1995) et dans Renseignement et opérations spéciales (no 4 de mars 2000).
Sassi meurt le 9 janvier 2009 à Eaubonne dans le Val-d'Oise.

## Reconnaissance
Sassi a reçu dix-neuf décorations, dont cinq étrangères, comportant onze titres de guerre. Il était notamment commandeur de la Légion d’honneur, titulaire de la croix de guerre 1939-1945, de la croix de guerre des TOE, de la Croix de la Valeur militaire et de la croix du combattant volontaire, médaillé de l'ordre du Million d'éléphants.
Hélie de Saint-Marc évoquait ainsi Jean Sassi : « Le colonel Sassi, une haute et noble figure de notre génération de Soldats, sait mieux que quiconque ce que furent nos aventures et nos drames ».
Parmi les hommages qui ont suivi sa disparition, on peut citer le général (2S) Christian Piquemal, président de l'Union nationale des parachutistes (UNP), qui évoque « un extraordinaire serviteur de la France, véritable icône, soldat exceptionnel, un grand parmi les plus grands, légende et monument des parachutistes ». 
La promotion 2009 du 4e bataillon de l'École spéciale militaire de Saint Cyr au camp de Saint-Cyr Coëtquidan porte le nom de Colonel Jean Sassi.